# Emphanes axillaris occiduus
Emphanes axillaris occiduus é uma subespécie de insetos coleópteros pertencente à família Carabidae.
A autoridade científica da subespécie é Marggi & Hüber, tendo sido descrita no ano de 2001.
Trata-se de uma subespécie presente no território português.